# 三方五湖パーキングエリア
三方五湖パーキングエリア（みかたごこパーキングエリア）は、福井県三方上中郡若狭町生倉にある舞鶴若狭自動車道のパーキングエリアである。ETC専用のスマートインターチェンジである三方五湖スマートインターチェンジを併設する。

## 概要

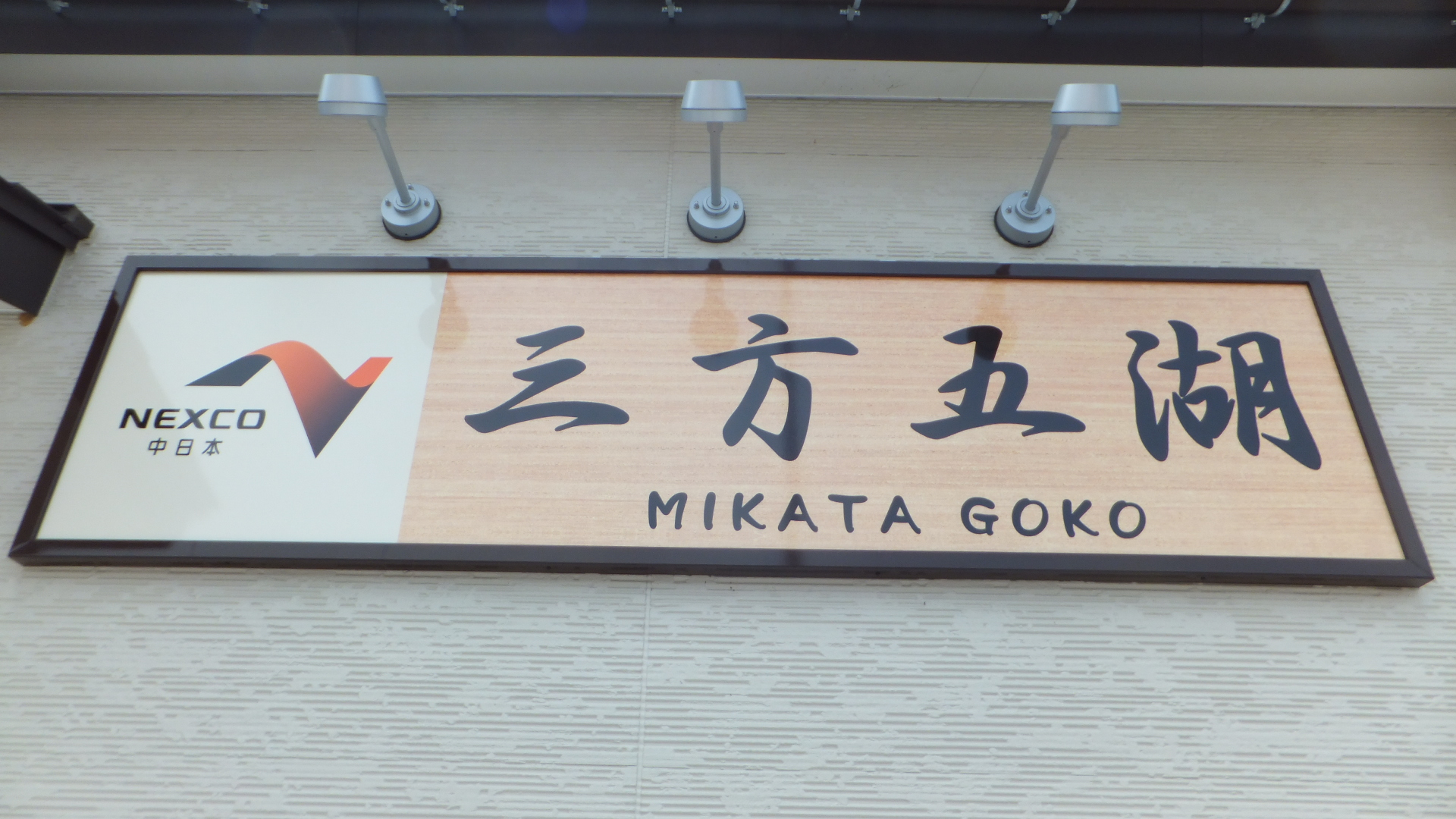
道路銘板

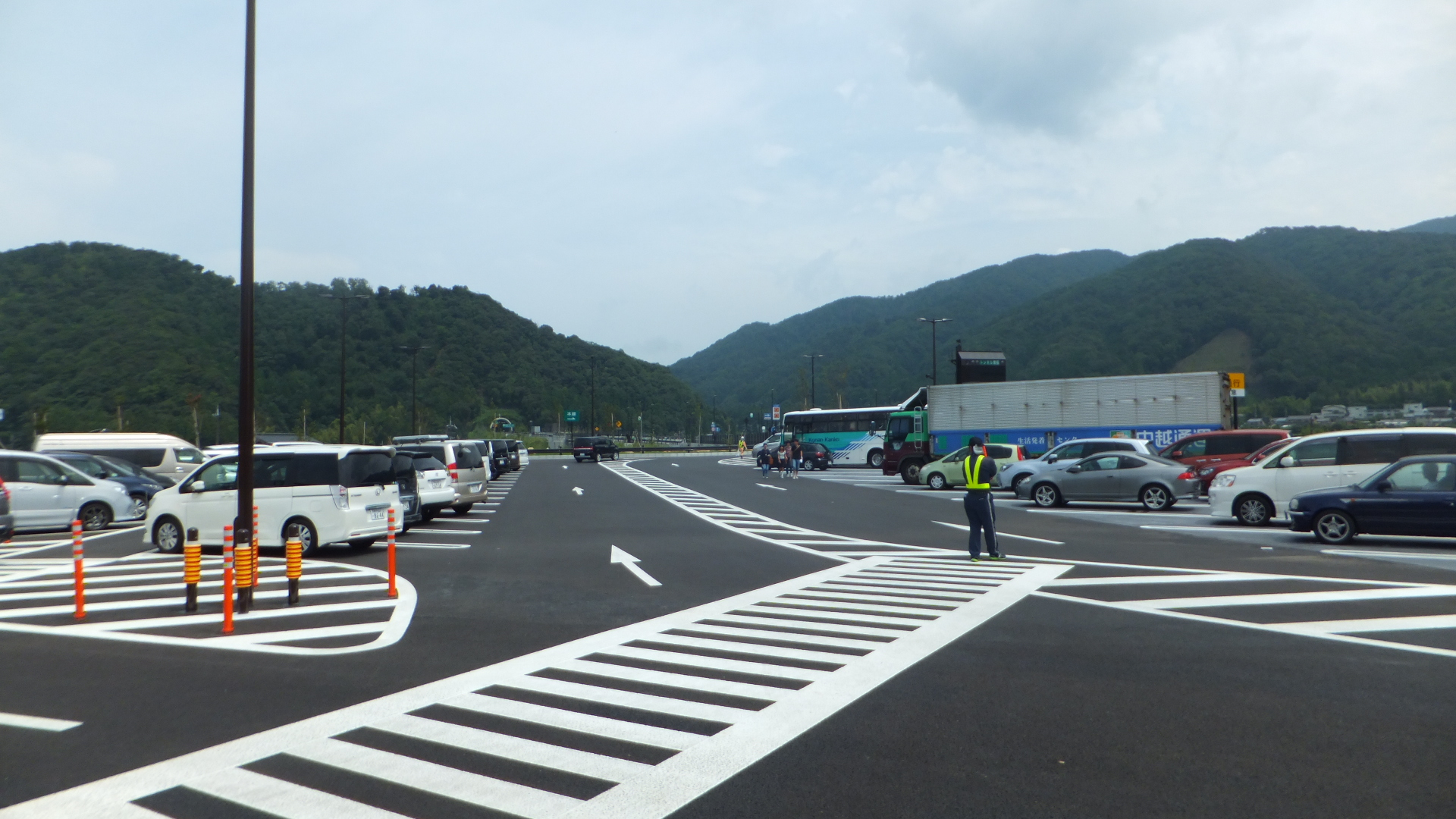
下り線駐車場

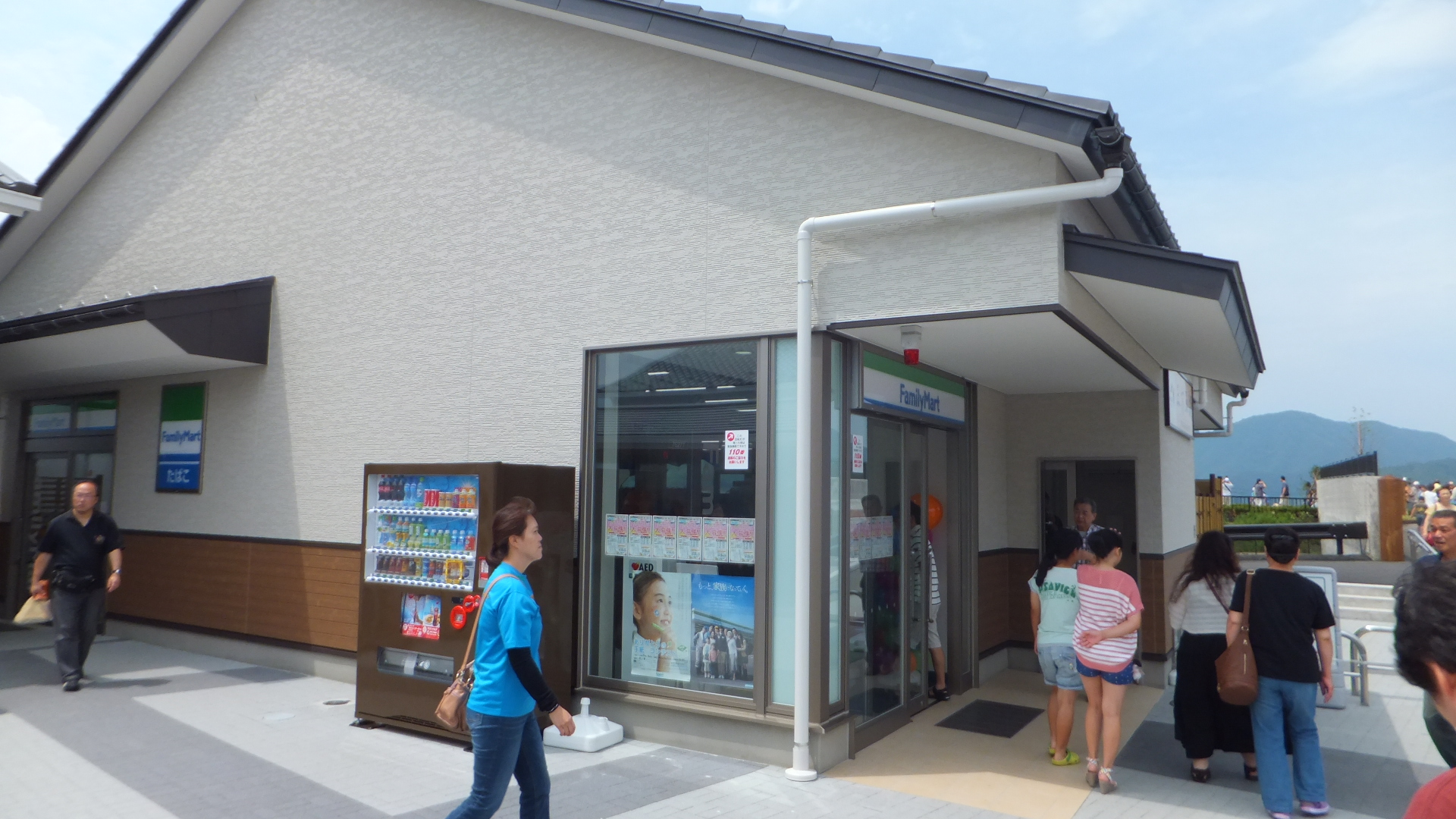
コンビニエンスストア

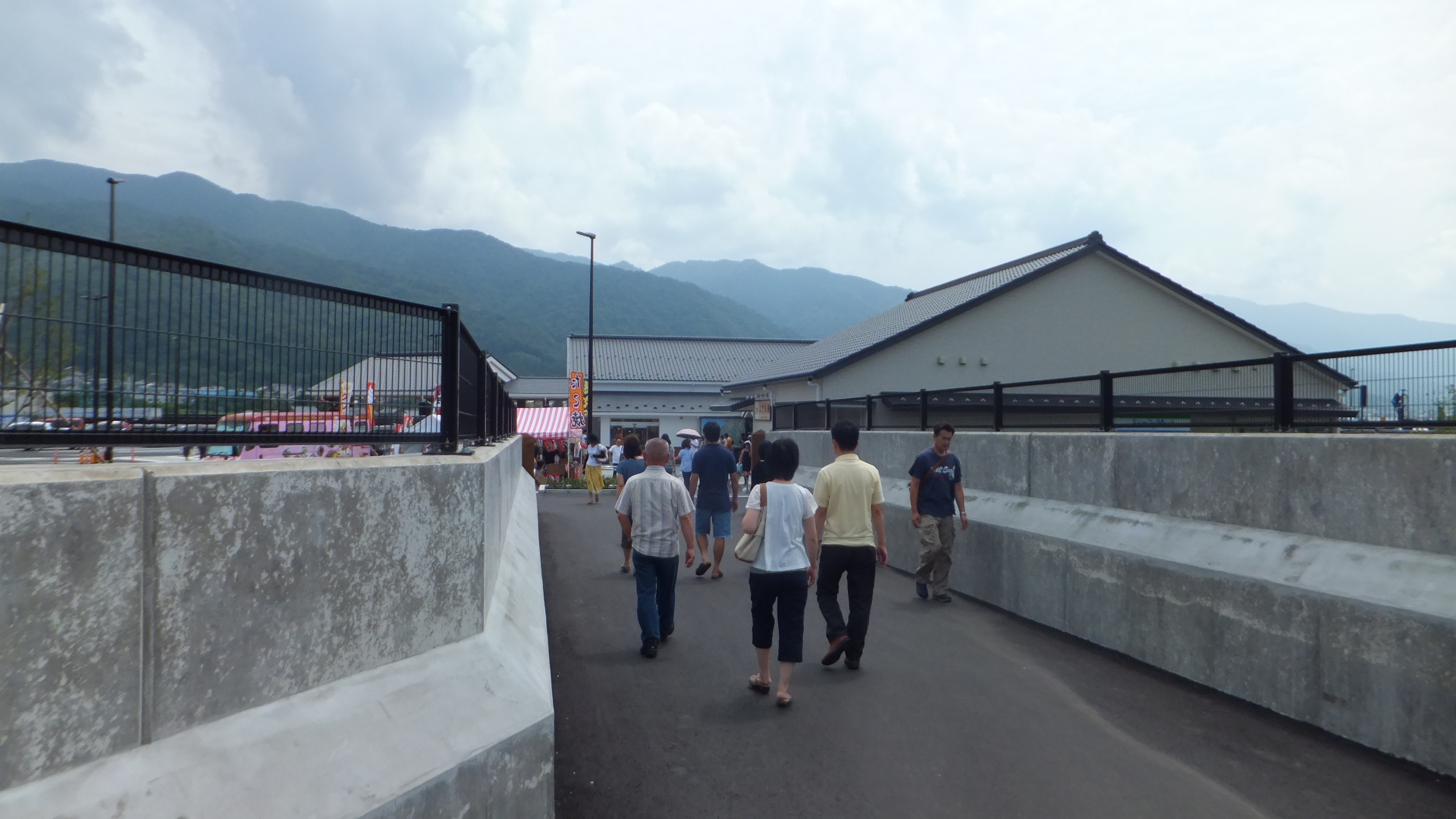
三方湖を望む展望台へと繋がる連絡橋

2014年（平成26年）7月20日、小浜IC - 敦賀JCT間の開通と同時に開業した。
建設時の仮称は三方パーキングエリア（みかたパーキングエリア）であったが、2014年4月24日に中日本高速道路（NEXCO中日本）は名称を「三方五湖パーキングエリア」に決定した。
ラムサール条約指定湿地の三方五湖の一つ「三方湖」の近くにある。

## 歴史
- 2014年（平成26年）7月20日 - 舞鶴若狭自動車道の小浜IC - 敦賀JCT間開通に伴い、供用開始[1][2][3]。
- 2018年（平成30年）3月24日 - スマートインターチェンジが供用開始[4][5][6][10]。

## 道路
- E27 舞鶴若狭自動車道（12-1番）

## 施設

### 上下線集約
- トイレ
  - 男性 大5・小6
  - 女性 14
  - 多機能 1
- コンビニエンスストア（ファミリーマート）（24時間営業）
  - ここではガソリン缶販売を実施している[11]。これは舞鶴若狭道にはガソリンスタンドが当PAから114km離れている西紀SAにしか設置されていない（途中の綾部JCTから京都縦貫道に向かう場合は京都方面・宮津方面ともまったく存在しない）こと、西紀SAのガソリンスタンドは深夜営業を実施していないことから[11]、非常時用として販売するものである[11][12][13]。
- ぷらっとパーク（24時間利用可・駐車台数 5台）

### 上り線（吉川方面）
- 駐車場
  - 大型 11台
  - 小型 36台（うち身障者用1台）
- 充電スタンド 1基（CHAdeMO）

### 下り線（敦賀方面）
- 駐車場
  - 大型 11台
  - 小型 36台（うち身障者用1台）
- 充電スタンド 1基（CHAdeMO）

### 三方五湖スマートインターチェンジ

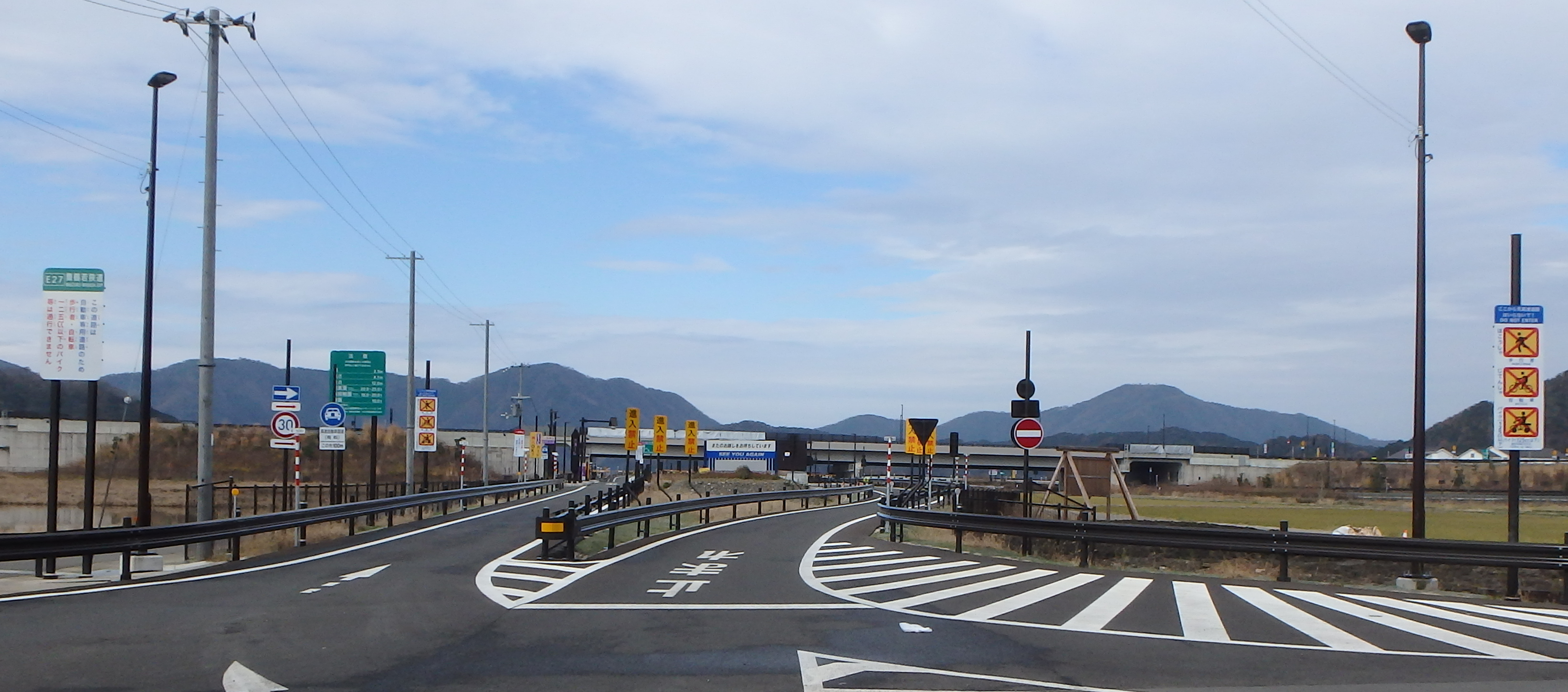
三方五湖SIC

三方五湖スマートインターチェンジ（みかたごこスマートインターチェンジ）は、三方五湖パーキングエリアに併設のスマートICである。2018年（平成30年）3月24日に供用を開始。当初の名称は「三方PAスマートインターチェンジ」となっていた。
利用可能車種はETC搭載の全車種（長さ12m以下の車両）で24時間運用。上下線ともに出入可となっている。なお、1日あたりの利用台数は280台（2018年度）で、同じ舞鶴若狭自動車道の敦賀南スマートICとともに利用台数が少ない状況となっている。若狭広域農道（若狭梅街道）に接続する。

## 周辺
- 若狭湾国定公園
  - 三方五湖
  - 梅丈岳（三方富士）
- 鳥浜貝塚
- 若狭三方縄文博物館
- 福井県年縞博物館
- 道の駅三方五湖
- 若狭梅街道
- 西日本旅客鉄道(JR西日本）小浜線 三方駅

## 隣
E27 舞鶴若狭自動車道
(12)若狭上中IC - (12-1)三方五湖PA/SIC - (13)若狭三方IC